# اسکندر شیخ
اسکندر شیخ (انگلیسی: Skander Cheikh؛ زادهٔ ۸ ژانویهٔ ۱۹۸۷) بازیکن فوتبال اهل تونس است.
از باشگاه‌هایی که در آن بازی کرده‌است می‌توان به باشگاه فوتبال آفریقایی، باشگاه فوتبال صفاقسی، و باشگاه فوتبال اسپرانس تونس اشاره کرد.
وی همچنین در تیم ملی فوتبال تونس بازی کرده‌است.